# Скрундский край
Скру́ндский край (латыш. Skrundas novads) — бывшая административно-территориальная единица на юго-западе Латвии, в историко-культурной области Курземе. Край состоял из четырёх волостей и города Скрунда, который являлся центром края.
Край был образован 1 июля 2009 года из части расформированного Кулдигского района.
Площадь края составляла 553,2 км². Граничил с Вайнёдским, Айзпутским, Кулдигским, Салдусским краями.
В 2021 году в результате новой административно-территориальной реформы Скрундский край был упразднён.

## Население
На 1 января 2010 года население края составляло 5968 человек.
Национальный состав населения края по итогам переписи населения Латвии 2011 года:
| Национальность | Численность, чел. (2011) | %        |
| -------------- | ------------------------ | -------- |
| Латыши         | 4749                     | 89,38 %  |
| Русские        | 153                      | 2,88 %   |
| Белорусы       | 59                       | 1,11 %   |
| Украинцы       | 59                       | 1,11 %   |
| Поляки         | 36                       | 0,68 %   |
| Литовцы        | 217                      | 4,08 %   |
| Другие         | 40                       | 0,75 %   |
| всего          | 5313                     | 100,00 % |

## Территориальное деление
- город Скрунда (латыш. Skrundas pilsēta)
- Никрацская волость (латыш. Nīkrāces pagasts); центр — Дзелда
- Ранькская волость (латыш. Raņķu pagasts); центр — Раньки
- Рудбаржская волость (латыш. Rudbāržu pagasts); центр — Рудбаржи
- Скрундская волость (латыш. Skrundas pagasts); центр — Скрунда